# خوسيه دوران (لاعب كرة قدم)
خوسيه دوران (بالإسبانية: José Antonio Durán Rivas)‏ هو لاعب كرة قدم ومدرب كرة قدم إسباني، ولد في 29 يونيو 1974 في لوغو في إسبانيا. لعب مع نادي لوغو.